# Mayang Imphal
Mayang Imphal é uma cidade e uma nagar panchayat no distrito de Imphal West, no estado indiano de Manipur.

## Demografia
Segundo o censo de 2001, Mayang Imphal tinha uma população de 20,536 habitantes. Os indivíduos do sexo masculino constituem 50% da população e os do sexo feminino 50%. Mayang Imphal tem uma taxa de literacia de 56%, inferior à média nacional de 59.5%: a literacia no sexo masculino é de 67% e no sexo feminino é de 45%. Em Mayang Imphal, 17% da população está abaixo dos 6 anos de idade.